# Медовичка червона
Медови́чка червона (Myzomela sanguinolenta) — вид горобцеподібних птахів родини медолюбових (Meliphagidae). Ендемік Австралії. Новокаледонська медовичка раніше вважалася підвидом червоної медовички.

## Таксономія

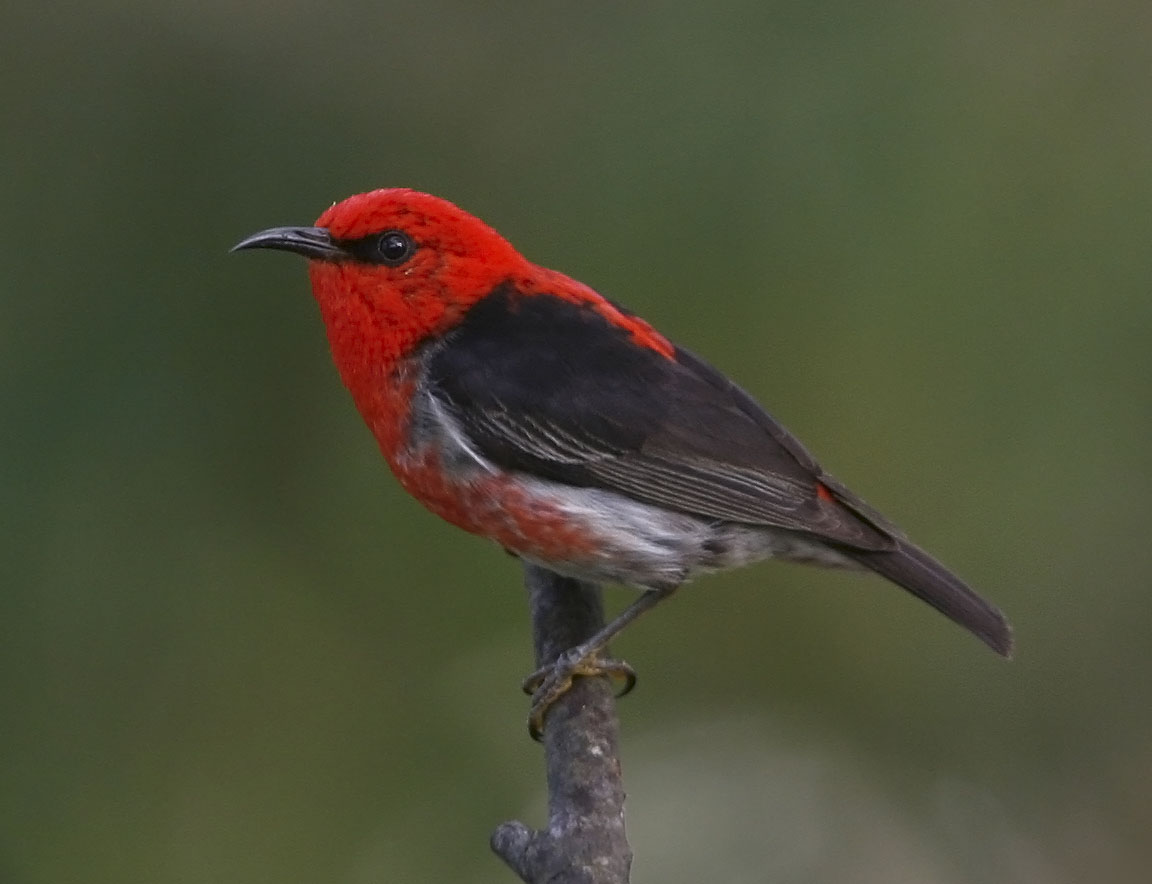
Червона медовичка

Червона медовичка була зображена на трьох малюнках, відомих як малюнки Вотлінга. Вони були намальовані в період з 1788 по 1794 роки, в перші роки колонізації Сіднея. За цими малюнками англійський натураліст Джон Летем в 1801 році описав три види птахів: Certhia sanguinolenta, Certhia dibapha і Certhia erythropygia В 1843 році англійський орнітолог Джон Гульд прийшов до висновку, що три види, описані Джоном Летемом, насправді були одним видом. Гульд встановив Myzomela sanguinolenta як основну назву, таким чином дві інші назви стали її синонімами.

## Опис
Червона медовичка є найменшим представником родини медолюбових, що мешкає в Австралії. Її довжина становить 9-11 см, розмах крил 18 см, вага 8 г. Виду притаманний статневий диморфізм. У самців голова, груди і спина яскраво-червоні, крила і хвіст чорні, нижня частина тіла і кінчики крил білуваті. Від дзьоба до очей ідуть чорні смуги, навколо очей чорні кільця. Самиці мають світло-коричневе забарвлення, нижня частина тіла у них білувата.

## Поширення і екологія
Червоні медовички поширені на сході Австралії, від Куктауна на крайній півночі Квінсленда до Національного парка Мітчелл-Рівер в регіоні Ґіпсленд, штат Вікторія. На півночі свого ареалу червоні медовички є більш поширеними і ведуть осілий спосіб життя, на півдні вони є рідкісними і кочують.
Червоні медовички живуть в евкаліптових лісах і рідколіссях з невеликим підліском. Зустрічаються поодинці, парами або невеликими зграйками.

## Поведінка
Червоні медовички живляться нектаром і комахами. Вони є територіальними, агресивно захищають свою територію від інших птахів. Сезон розмноження триває з липня по січень. За сезон може вилупитися один або два виводки. В кладці 2-3 білих яйця, поцяткованих червонуватими плямками. Вони мають розмір 16×12 мм. Інкубаційний період триває 12 днів. насиджує лише самиця. Пташенята покидають гніздо на 11-12 день. За ними доглядають і самиці, і самці.